# Brumptiana lineata
Brumptiana lineata is een ringworm uit de familie van de Piscicolidae. De wetenschappelijke naam van de soort is voor het eerst geldig gepubliceerd in 1984 door Knight-Jones & Llewellyn.